# Nyctidromus
Nyctidromus är ett släkte med fåglar i familjen nattskärror.  Släktet omfattar endast två arter med utbredning från södra Texas till nordöstra Argentina:
- Pauraquenattskärra (N. albicollis)
- Tumbesnattskärra (N. anthonyi)

Tidigare placerades tumbesnattskärra i det stora släktet Caprimulgus, men DNA-studier visar att den är systerart till albicollis.